# John Evershed
John Evershed (Gomshall, 26 febbraio 1864 – Ewhurst, 17 novembre 1956) è stato un astronomo britannico.

## Biografia
Ebbe una formazione privata e sin da giovane si appassionò allo studio del sole. Partecipò alle osservazioni organizzate dalla British Astronomical Association delle eclissi solari del 1896 in Norvegia, ove conobbe la sua futura moglie Mary Acworth Orr che lo aiutò in alcuni  nei suoi lavori scientifici, e del 1898 in India. A seguito delle competenze acquisite fu nominato assistente direttore dell’Osservatorio di Kodaikanal in India di cui divenne direttore nel 1911 contribuendo a potenziarne la strumentazione. Qui continuò lo studio delle protuberanze solari e osservò la velocità radiale delle macchie solari, fenomeno noto con il suo nome. Dopo il suo pensionamento dall’Osservatorio di Kodaikanal nel 1923 ritornò in Inghilterra ove realizzò un proprio osservatorio a  Ewhurst nel Surrey che dotò di due  particolari spettroeliografi, e ove  continuò, fino al 1950,  i suoi studi sulle protuberanze solari e determinando i valori della rotazione solare alle differenti latitudini e a differenti fasi del ciclo solare.

## Riconoscimenti
Nel 1894 fu eletto Fellow della Royal Astronomical Society, nel 1918 fu insignito della Medaglia d'oro della Royal Astronomical Society.
Nel 1915 fu eletto Fellow della  Royal Society.
A John Evershed la UAI ha intitolato il cratere lunare Evershed .